# Stefanie Hiekmann

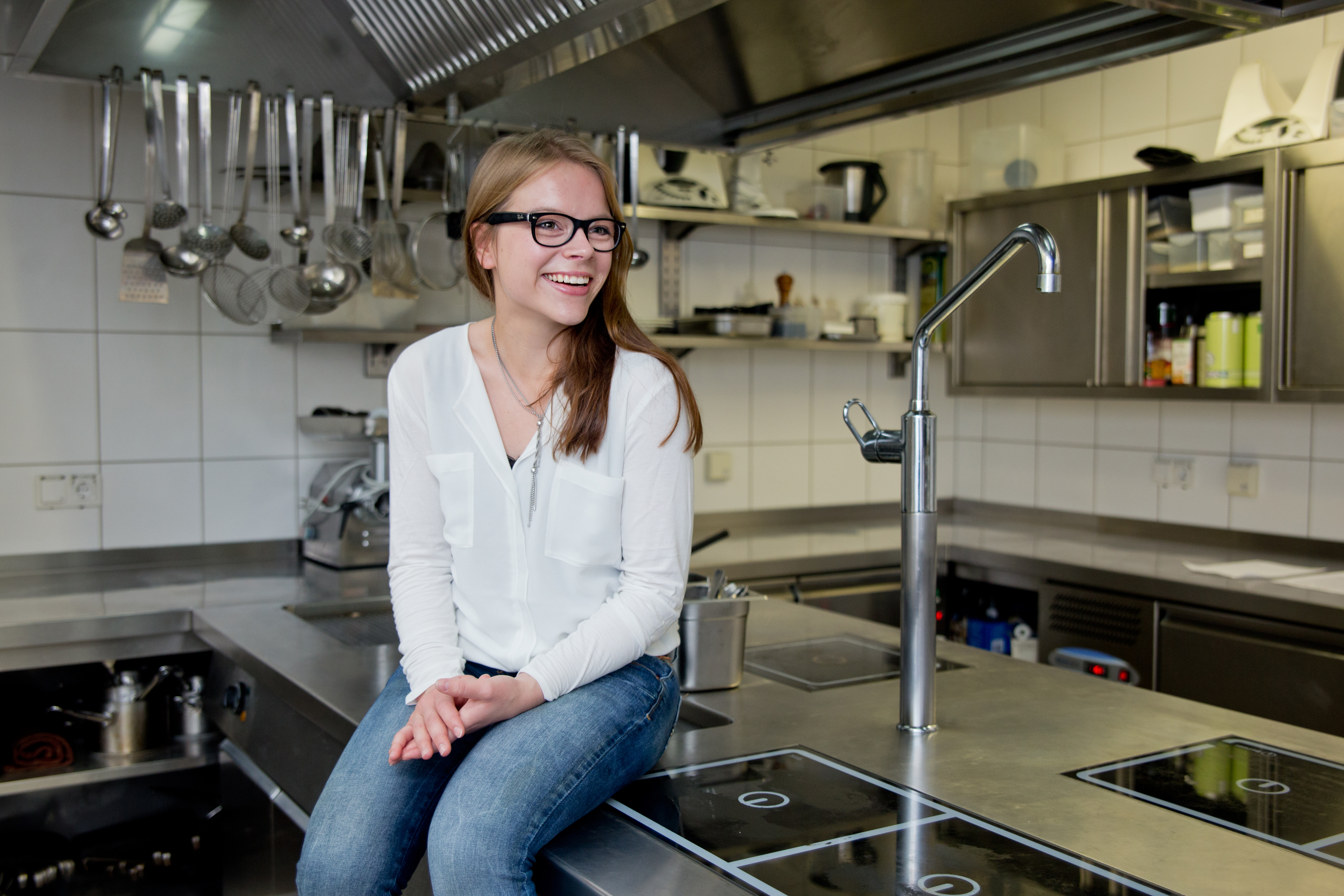
Stefanie Hiekmann (2017)

Stefanie Hiekmann (* 14. März 1990 in Georgsmarienhütte) ist eine deutsche Journalistin, Kochbuchautorin, Gastronomiekritikerin, Food-Fotografin und PR-Referentin.

## Leben
Hiekmann wuchs in Lechtingen auf. Bereits während ihrer Schulzeit am Osnabrücker Gymnasium Angelaschule und parallel zu ihrem Studium arbeitete sie als freie Journalistin, zunächst vor allem für die Lokalredaktion der Neuen Osnabrücker Zeitung und die Deutsche Presse-Agentur sowie für Spiegel Online.
2016 erwarb Hiekmann an der Universität Osnabrück den Abschluss Master of Arts im Fach Wirtschaftssoziologie. Zuvor hatte sie an der Carl-von-Ossietzky-Universität Oldenburg mit der Fächerkombination Soziologie und Germanistik einen Bachelor-Studiengang absolviert.
Im Anschluss an das Studium machte sich Hiekmann in Osnabrück mit einer Agentur für Kommunikation, Text und Marketing selbstständig.

### Journalistin
Hiekmanns journalistischer Schwerpunkt sind Text- und Fotobeiträge aus dem Themenspektrum Ernährung, Kochkunst, Gastronomie und Hotellerie. Sie arbeitet für die Redaktionen verschiedener regionaler und überregionaler Medienhäuser, darunter die Süddeutsche Zeitung, die Frankfurter Allgemeine Sonntagszeitung, Die Welt und das RedaktionsNetzwerk Deutschland sowie für kulinarische Fachmagazine und Kochzeitschriften wie Der Feinschmecker.
Im Mai 2019 wurde sie in den Food Editors Club Deutschland aufgenommen.

### Bloggerin und Food-Expertin
Auf ihrem Foodblog schmecktwohl.de veröffentlichte Hiekmann seit 2014 Reportagen und Hintergrundgeschichten aus der Gastronomie und Hotellerie sowie selbst entwickelte Kochrezepte. Diese erschienen teilweise auch in anderen Medien, beispielsweise ab dem 1. April 2014 als „Rezept der Woche“ im Lokalteil der Neuen Osnabrücker Zeitung. Im Programm von Radio ffn tritt sie regelmäßig als Food-Expertin in Erscheinung.

### Kochbuchautorin
Nachdem sie 2015 für den Münchener Verlag Edition Michael Fischer (EMF) die Bebilderung des Kochbuches einer anderen Autorin übernommen hatte, veröffentlichte Hiekmann im Folgejahr bei EMF den von ihr selbst verfassten und bebilderten Titel 1 Pot Pasta... basta! Weitere Kochbücher folgten.
2016 absolvierte sie auf Einladung des Weltklassekochs Thomas Bühner ein zweiwöchiges Praktikum in der Küche des mit drei Michelin-Sternen ausgezeichneten Restaurants „la vie“ in der Osnabrücker Altstadt. Unter diesem Eindruck entwickelte sie das Konzept für das 2017 bei EMF erschienene Buch Aufgedeckt – Die Geheimnisse der Spitzenküche. Sie interviewte neben Bühner die prominenten Köche René Frank, Sarah Henke, Paul Ivić, Johannes King, Thomas Martin und Micha Schäfer zu der Frage, was Hobbyköche zur Verbesserung ihrer Alltagsgerichte von Spitzenköchen lernen können. Der Titel wurde zum Bestseller.
2018 erschien bei EMF das Buch Nachgefragt – 30 Spitzenköche verraten ihre Küchengeheimnisse. Hiekmann griff darin erneut die Fragestellung auf, was Hobbyköche von professionellen Gastronomen lernen können. Sie interviewte 30 Spitzen- und Fernsehköche aus Deutschland, Österreich und der Schweiz jeweils zu einer bestimmten Frage, beispielsweise, wie ein perfektes Wiener Schnitzel oder echte Südtiroler Knödel gelingen oder wie Pâtissiers Gemüse in Nachspeisen einsetzen. Der Band enthält neben den Interviews zum jeweiligen Thema passende Rezepte, die teilweise von den beteiligten Köchen, teilweise aber auch von Hiekmann selbst entwickelt worden sind. Mitgewirkt haben: Heiko Antoniewicz, Thomas Bühner, René Frank, Sebastian Frank, Benjamin Gallein, Maria Groß, Serkan Güzelcoban, Jan Hartwig, Sarah Henke, Alexander Herrmann, Ingo Holland, Christian Hümbs, Thomas Imbusch, Paul Ivić, Johannes King, Julia Komp, Mario Kotaska, Andree Köthe, Alexander Massenkeil (Küchendirektor bei AIDA Cruises), Ludwig „Lucki“ Maurer, Heiko Nieder, Robin Pietsch, Tim Raue, Heinz Reitbauer, Jens Rittmeyer, Alfons Schuhbeck, Matthias Spurk, Sascha Stemberg, Roland Trettl und Andy Vorbusch.
2019 veröffentlichte Hiekmann in Zusammenarbeit mit dem Mainzer Physiker Thomas A. Vilgis im Münchener Christian Verlag das Buch Aromenspiele. Wahres Gaumenglück durch perfektes Foodpairing. Darin wird anhand theoretischer wissenschaftlicher Erkenntnisse und durch Interviews mit den Spitzenköchen Ingo Holland, Sven Elverfeld, Nils Henkel, Daniel Achilles und Andreas Rieger sowie mithilfe passender Rezepte der Frage nachgegangen, welche Lebensmittel beim Kochen sinnvoll miteinander kombiniert werden können und warum dies so ist.
Im selben Jahr verlegte EMF Hiekmanns Buch Koch was draus! Was Spitzenköche aus 5 Zutaten zaubern. Darin geht es ein weiteres Mal um einen Brückenschlag zwischen Spitzen- und Alltagsküche. Hiekmann besuchte dafür Kochprofis in Deutschland, Österreich und der Schweiz und stellte ihnen die Aufgabe, aus fünf selbst ausgewählten Zutaten verschiedene Gerichte zu kreieren, die vom Schwierigkeitsgrad her auch von Hobbyköchen nachempfunden werden können. Es wirkten mit: Christian Eckhardt, Sascha Stemberg, Thomas Bühner, Benjamin Gallein, Sarah Henke, Andy Vorbusch, Sascha Kemmerer, Mitja Birlo und Tom Elstermeyer.
Ende 2019 erschien außerdem der Titel Clever Carb: Gesund genießen ohne Verzicht, Hiekmanns erste Veröffentlichung bei Dorling Kindersley. Das Buch enthält Kochrezepte, die auf einer moderaten Anwendung der Ernährungsform Low-Carb basieren, sowie thematisch passende Interviews mit dem Arzt Matthias Riedl (Die Ernährungs-Docs) und den Spitzenköchen Sonja Baumann, Nils Henkel und Tim Raue.
Für ihre Werke erhielt Hiekmann im jährlich stattfindenden Literarischen Wettbewerb der Gastronomischen Akademie Deutschlands (GAD) seit 2018 eine Gold- und mehrere Silbermedaillen sowie eine Gold- und eine Silbermedaille beim seit 2020 verliehenen Deutschen Kochbuchpreis.

### Fernsehen
In der zwischen Mai und Oktober 2018 im ZDF ausgestrahlten dritten sowie in der zwischen Januar und Mai 2019 gesendeten vierten Staffel der Kochsendung Stadt, Land, Lecker gehörte Stefanie Hiekmann zur Jury, die die von regionalen Köchen im Wettstreit mit den prominenten Köchen Maria Groß, Alexander Herrmann, Christian Lohse und Nelson Müller zubereiteten Gerichte bewertete.

## Auszeichnungen
- 2007: Dritter Platz beim Dietrich-Oppenberg-Medienpreis der Stiftung Lesen für den in der Neuen Osnabrücker Zeitung erschienenen Beitrag Vokabeln nebenbei gelernt.[14]
- 2008: Alex-Medienpreis des Vereins Spiele-Autoren-Zunft für das auf Focus Online erschienene Interview mit Spieleautor Kai Haferkamp Soft Skills – Spielen für die Karriere.[15]
- 2009: Förderpreis für politische Publizistik der Hanns-Seidel-Stiftung für einen Beitrag zum Thema Sprache als Schlüssel zur Integration – Was kann unser Bildungssystem dazu beitragen?[16]
- 2014: Herausgeberpreis der Neuen Osnabrücker Zeitung in der Kategorie „Bestes Foto/Beste Optik“ für die Serie So wohnen Osnabrücker.[17]
- 2018: Silbermedaille des Literarischen Wettbewerbs der Gastronomischen Akademie Deutschlands (GAD) für das 2017 erschienene Buch Aufgedeckt – die Geheimnisse der Spitzenküche. Die besten Rezepte einfach nachgekocht.[18][19]
- 2019: Silbermedaille des Literarischen Wettbewerbs der GAD für das 2018 erschienene Buch Nachgefragt – 30 Spitzenköche verraten ihre Küchengeheimnisse.[20]
- 2020: Goldmedaille des Literarischen Wettbewerbs der GAD für das 2019 erschienene Buch Clever Carb: Gesund genießen ohne Verzicht, Silbermedaillen für die ebenfalls 2019 erschienenen Titel Aromenspiele. Wahres Gaumenglück durch perfektes Foodpairing und Koch was draus! Was Spitzenköche aus 5 Zutaten zaubern.[21]
- 2021: Nominierung für den Deutschen Kochbuchpreis in der Kategorie „Vegan/Vegetarisch“ für das 2021 erschienene Buch Vegetarisch: Gemüse neu entdeckt!.[22]
- 2022: Silbermedaille des Literarischen Wettbewerbs der GAD für das 2021 erschienene Buch Vegetarisch: Gemüse neu entdeckt![23], Silbermedaille beim Deutschen Kochbuchpreis in der Kategorie „Einfache und schnelle Küche“ für das im selben Jahr erschienene Buch Schnell. Gut. Kochen: So kochen Spitzenköch*innen zu Hause.[24]
- 2023: Silbermedaille des Literarischen Wettbewerbs der GAD für das 2022 erschienene Buch Schnell. Gut. Kochen. So kochen Spitzen*köchinnen zu Hause.
- 2024: Silbermedaille des Literarischen Wettbewerbs der GAD für Geschmacksbooster aus aller Welt und für Das Gemüsekisten-Kochbuch. Saisonal kochen das ganze Jahr (beide 2023 erschienen)[11], Goldmedaille beim Deutschen Kochbuchpreis in der Kategorie „Saisonale Küche“ für Das Gemüsekisten-Kochbuch.[25]

## Werke
- Dagmar Reichel: Mama-Baby-Kochbuch. Rezepte für Schwangerschaft, Stillzeit und Babys ersten Brei. Fotos von Stefanie Hiekmann. Edition Michael Fischer, Igling 2015, ISBN 978-3-86355-363-0.
- 1 Pot Pasta... basta! 30 Nudelgerichte aus einem Topf. Edition Michael Fischer, Igling 2016, ISBN 978-3-86355-453-8.
- Wohlfühlküche mit heimischen Superfoods. 60 Rezepte, regional & saisonal. Edition Michael Fischer, Igling 2016, ISBN 978-3-86355-589-4.
- Dagmar Reichel: Supersäfte und Detoxdrinks. Smoothies, Säfte, Infused Water und mehr. Fotos von Stefanie Hiekmann. Edition Michael Fischer, Igling 2016, ISBN 978-3-86355-475-0.
- Partyfood – einfach gut. Feiern, snacken, genießen. Edition Michael Fischer, Igling 2017, ISBN 978-3-86355-651-8.
- 1 Pot Pasta: Aromen aus aller Welt. 30 neue Nudelgerichte aus einem Topf. Edition Michael Fischer, Igling 2017, ISBN 978-3-86355-783-6.
- Daniel Grothues: Tartes, Quiches & mehr. 40 süße und herzhafte Rezepte. Fotos von Stefanie Hiekmann. Edition Michael Fischer, Igling 2017, ISBN 978-3-86355-686-0.
- Aufgedeckt – die Geheimnisse der Spitzenküche. Die besten Rezepte einfach nachgekocht. Edition Michael Fischer, Igling 2017, ISBN 978-3-86355-787-4. (Neu aufgelegt als Geschenkausgabe unter dem Titel Die Geheimnisse der Spitzenköche. Die besten Rezepte einfach nachgekocht. Edition Michael Fischer, München 2019, ISBN 978-3-96093-509-4.)
- Ein HOCH auf uns! Das Fußballparty-Fanbuch. Rezepte, Fun-Facts, Lifehacks. Sammelband mit Rezepten verschiedener Autoren. Edition Michael Fischer, Igling 2018, ISBN 978-3-86355-968-7.
- Ja, ich grill! Beilagen. Salate, Dips, Gemüse und mehr zum Niederknien. Sammelband mit Rezepten verschiedener Autoren. Edition Michael Fischer, Igling 2018, ISBN 978-3-86355-715-7.
- Cook this Book: Genial einfache Ofengerichte mit ultimativen Rezeptschablonen. Edition Michael Fischer, Igling 2018, ISBN 978-3-86355-919-9. (Niederländische Lizenzausgabe: Cook this book: super simpele ovengerechten met handige receptsjablonen. Lantaarn publishers, Ede 2018, ISBN 978-9-46354-224-1. Slowakische Lizenzausgabe: Nakrájaj, zabaľ a upeč! Bookmedia, Ostrava 2019, ISBN 978-8-08821-383-3. Tschechische Lizenzausgabe: Nakrájej, zabal a upeč! Bookmedia, Ostrava 2019, ISBN 978-80-88213-82-6.)
- 50 x Italien vom Blech: Einfach geniale Ofengerichte. Fisch – Fleisch – Gemüse. Edition Michael Fischer, München 2018, ISBN 978-3-96093-035-8.
- Ruck-Zuck-Mitmach-Kochbuch: Kinderleichte Rezepte mit Schablonen fürs Backblech. Edition Michael Fischer, München 2018, ISBN 978-3-96093-034-1.
- Nachgefragt – 30 Spitzenköche verraten ihre Küchengeheimnisse. Edition Michael Fischer, München 2018, ISBN 978-3-96093-046-4.
- Weihnachts-Allerlei – Osnabrücker Autorinnen und Autoren erzählen, reimen und kochen für den Osnabrücker Kinderschutzbund. Sammelband mit Beiträgen verschiedener Autoren. Quadratur-Verlag, Osnabrück 2018, ISBN 978-3-94520-058-2.
- Stefanie Hiekmann und Thomas A. Vilgis: Aromenspiele. Wahres Gaumenglück durch perfektes Foodpairing. Christian Verlag, München 2019, ISBN 978-3-95961-215-9.
- Koch was draus! Was Spitzenköche aus 5 Zutaten zaubern. Edition Michael Fischer, München 2019, ISBN 978-3-96093-453-0.
- Clever Carb: Gesund genießen ohne Verzicht. Dorling Kindersley, München 2019, ISBN 978-3-83103-866-4.
- Frisch geerntet: heimisches Gemüse raffiniert aufgetischt. Dorling Kindersley, München 2020, ISBN 978-3-00066-906-4.
- Vegetarisch: Gemüse neu entdeckt! Edition Michael Fischer, München 2021, ISBN 978-3-96093-844-6.
- Schnell. Gut. Kochen: So kochen Spitzenköch*innen zu Hause. Edition Michael Fischer, München 2022, ISBN 978-3-7459-1227-2.
- Franziska Knuppe und Stefanie Hiekmann: Schlank ohne Umwege. Wie bewusstes Essen und einfache Routinen dich endlich zum Ziel führen. Becker Joest Volk Verlag, Hilden 2023, ISBN 978-3-95453-289-6.
- Geschmacksbooster aus aller Welt. Edition Michael Fischer, München 2023, ISBN 978-3-7459-1793-2.
- Das Gemüsekisten-Kochbuch. Saisonal kochen das ganze Jahr. Dorling Kindersley, München 2023, ISBN 978-3-8310-4853-3.
- Lisa Angermann und Stefanie Hiekmann: Unsere kreative Kräuterküche. Lieblingsrezepte für jeden Tag. Hölker, Münster 2025, ISBN 978-3-7567-1046-1.